# Аль-Хайтам ібн-Убайд аль-Кінані
Аль-Хайтам ібн-Убайд аль-Кінані (*араб. الهيثم بن عبيد الكناني, д/н —після 730) — валі Аль-Андалуса з квітня 729 до січня 730 року.

## Життєпис
Походив з арабської знаті. Втім стосовно дати, місця, освіти й початку кар'єри нічого невідомо. У квітні 729 року за наказом халіфа Хішама I призначено новим валі Аль-Андалуса. Відбив напад франків на східну частину Септиманії в області долини річки Рона. Водночас спрямував війська на придушення заворушень берберів на півночі Піренеїв.
Був втягнутий у конфлікт між арабськими та єменськими арабами. Внаслідок інтриг перших замінений у січні 730 року на Мухаммад ібн-Абдаллах аль-Ашйа'ї. Відкликаний до двору халіфа — Дамаска. Подальша доля невідома.